# Bolzano (1930)
Bolzano byl poslední postavený těžký křižník italského královského námořnictva. Někdy bývá považován za třetí jednotku třídy Trento. Ve službě byl v letech 1933–1942. Intenzivně byl nasazen za druhé světové války. Ve válce byl těžce poškozen a později sešrotován. Byl to nejrychlejší italský těžký křižník.

## Stavba

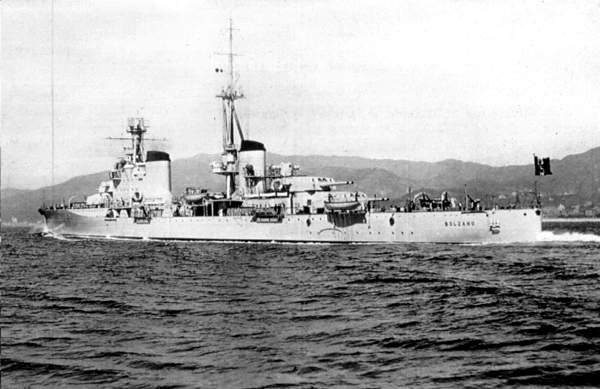
Bolzano

Křižník Bolzano postavila v letech 1930–1933 loděnice Ansaldo v Janově. Oproti předchozí třídě Zara měl slabší pancéřování, ušetřená hmotnost mu však dávala vysokou rychlost až 35 uzlů. Zároveň už nesl modernější kanóny. Stavba byla zahájena 11. června 1930, na vodu byl spuštěn 31. srpna 1932 a dne 31. srpna 1932 byl přijat do služby.

## Konstrukce

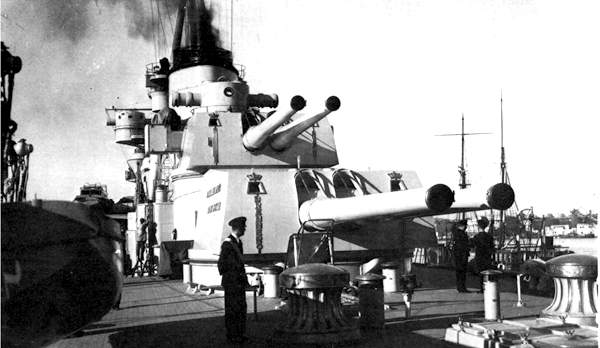
203mm kanóny

Pancéřová ochrana odpovídala třídě Trento. Pancéřový pás na boku lodi měl sílu 70 mm, loď měla pancéřovou palubu silnou 50 mm a dělové věže měly 100mm pancíř.
Výzbroj tvořilo osm 203mm/53 kanónů Modelu 1929 s dostřelem 31 400 metrů. Umístěny byly ve čtyřech dvoudělových věžích, rozmístěných po dvou na přídi a zádi trupu. Doplňovalo je šestnáct 100mm kanónů a protiletadlová výzbroj v podobě čtyř 40mm kanónů a osmi 13,2mm kulometů. Loď také nesla čtyři dvojité 533mm torpédomety. Mezi komíny byl umístěn katapult. Neseny byly až tři hydroplány.
Pohonný systém tvořilo deset kotlů a čtyři turbínová ústrojí o výkonu 150 000 hp, pohánějící čtyři lodní šrouby. Pohonný systém byl rozčleněn na dvě oddělené strojovny a pět kotelen. Nejvyšší rychlost dosahovala 36 uzlů (během služby spíše 33 uzlů). Dosah byl 4432 námořních mil při rychlosti 16 uzlů.

### Modifikace
Ve 30. letech byly čtyři 100mm kanóny nahrazeny čtyřmi 37mm kanóny. Roku 1942 bylo osm kulometů nahrazeno čtyřmi 20mm kanóny. Roku 1943 byla zvažována přestavba ponorkou poškozeného křižníku na nosič dvanácti stíhacích letounů (Reggiane Re.2000 a Reggiane Re.2001). Starovat měly pomocí dvou katapultů, přičemž přistávat by musely na pevnině. Plánována byla výzbroj deseti 100mm kanónů a čtyřiceti 37mm kanónů. Přestavba nikdy nezačala.

## Operační nasazení

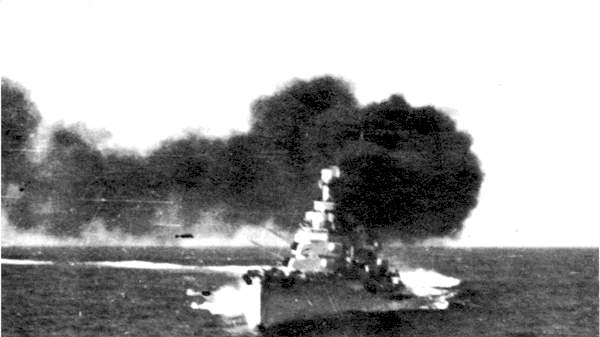
Bolzano v bitvě u mysu Spartivento

V červenci 1940 byl Bolzano nasazen v bitvě u Punta Stilo a v listopadu téhož roku i v bitvě u mysu Spartivento. Nasazen byl i v bitvě u Matapanu ve které Regia Marina ztratila tři těžké křižníky třídy Zara. V srpnu 1942 byl nasazen do akce související s britskou Operací Pedestal. Dne 13. srpna 1942 Bolzano torpédovala a těžce poškodila britská ponorka HMS Unbroken. Křižník musel být odvlečen do Neapole a později do La Spezie k opravě, ke které však již nedošlo.
V roce 1943 byla zvažována přestavba křižníku Bolzano na nosič dvanácti stíhacích letounů. Po italské kapitulaci loď dne 9. září 1943 v La Spezia ukořistilo Německo. Dne 21. června 1944 jej potopily žabí muži s britskými řiditelnými torpédy Chariot. Po válce byl vrak sešrotován.